# Ludington (Michigan)
Ludington – miasto w Stanach Zjednoczonych, w stanie Michigan, na Półwyspie Dolnym, w regionie zachodnim (West-Michigan), administracyjna siedziba władz hrabstwa Mason. W 2010 r. miasto zamieszkiwało 8076 osób, a w przeciągu dziesięciu lat liczba ludności zmniejszyła się o 3,36.
Miasto leży na wybrzeżu jeziora Michigan przy ujściu Pere Marquette River, około 120 km na północny zachód od Grand Rapids. W Ludington znajduje się port i marina. Na północ od miasta znajduje się Park stanowy Ludington (Ludington State Park). Klimat Ludington w klasyfikacji klimatów Köppena należy do klimatów kontynentalnych z ciepłym latem (Dfb)